# Mistrovství České republiky v orientačním běhu 2007
15. ročník Mistrovství České republiky v orientačním běhu proběhl v roce 2007 v pěti individuálních a dvou týmových disciplínách.

## Nejúspěšnější závodníci
Pořadí závodníků podle získaných medailí (tzv. olympijského hodnocení) všech mistrovských kategorií (D16 – mladší dorostenky, D18 – starší dorostenky, D20 – juniorky, D21 – ženy, H16 – mladší dorostenci, H18 – starší dorostenci, H20 – junioři, H21 – muži) v individuálních disciplínách v roce 2007. Uvedeni jsou závodníci, kteří získali alespoň dvě medaile a zároveň alespoň jednu zlatou medaili.
| Medailové pořadí závodníků na MČR | Medailové pořadí závodníků na MČR | Medailové pořadí závodníků na MČR | Medailové pořadí závodníků na MČR | Medailové pořadí závodníků na MČR |
| Jméno                             | 1. místo                          | 2. místo                          | 3. místo                          | Celkem                            |
| --------------------------------- | --------------------------------- | --------------------------------- | --------------------------------- | --------------------------------- |
| Jan Petržela                      | 3                                 |                                   |                                   | 3                                 |
| Tereza Novotná                    | 3                                 |                                   |                                   | 3                                 |
| Adam Chromý                       | 2                                 | 3                                 |                                   | 5                                 |
| Simona Karochová                  | 2                                 | 3                                 |                                   | 5                                 |
| Monika Doležalová                 | 2                                 | 1                                 | 1                                 | 4                                 |
| Miloš Nykodým                     | 2                                 |                                   |                                   | 2                                 |
| Matěj Klusáček                    | 2                                 |                                   |                                   | 2                                 |
| Radka Brožková                    | 2                                 |                                   |                                   | 2                                 |
| Eva Kabáthová                     | 1                                 | 2                                 |                                   | 3                                 |
| Michal Smola                      | 1                                 | 2                                 |                                   | 3                                 |
| Šárka Svobodná                    | 1                                 | 1                                 | 1                                 | 3                                 |
| Zdenka Stará                      | 1                                 | 1                                 | 1                                 | 3                                 |
| Lucie Krafková                    | 1                                 | 1                                 |                                   | 2                                 |
| Osvald Kozák                      | 1                                 | 1                                 |                                   | 2                                 |
| Věra Mádlová                      | 1                                 | 1                                 |                                   | 2                                 |
| Zuzana Stehnová                   | 1                                 | 1                                 |                                   | 2                                 |
| Michal Jedlička                   | 1                                 | 1                                 |                                   | 2                                 |
| Michaela Procházková              | 1                                 | 1                                 |                                   | 2                                 |
| Štěpán Holas                      | 1                                 |                                   | 1                                 | 2                                 |
| Adéla Jakobová                    | 1                                 |                                   | 1                                 | 2                                 |
| Ondřej Kantor                     | 1                                 |                                   | 1                                 | 2                                 |

## Mistrovství ČR na dlouhé trati
| Datum závodu   | 14. 4. 2007 |  | Místo konání    | Dolní Hbity - Jelence • aréna |  | Pořadatel       | VSK ČVUT Fakulta Stavební Praha |
| Ředitel závodu |             |  | Hlavní rozhodčí |                               |  | Stavitelé tratí |                                 |
| Název mapy     | Kolotoč     |  | Web závodu      |                               |  | Výsledky závodu |                                 |

| Zkrácené výsledky             | Zkrácené výsledky       | Zkrácené výsledky           | Zkrácené výsledky       | Zkrácené výsledky       | Zkrácené výsledky | Zkrácené výsledky       | Zkrácené výsledky        | Zkrácené výsledky       | Zkrácené výsledky       |
| Pořadí                        | H21 – muži              | H21 – muži                  | H21 – muži              | H21 – muži              | Pořadí            | D21 – ženy              | D21 – ženy               | D21 – ženy              | D21 – ženy              |
| ----------------------------- | ----------------------- | --------------------------- | ----------------------- | ----------------------- | ----------------- | ----------------------- | ------------------------ | ----------------------- | ----------------------- |
| Zlatá medaile                 | Michal Smola            | SKOB Zlín                   | 2:22:54                 |                         | Zlatá medaile     | Zdenka Stará            | KOS TJ Tesla Brno        | 1:47:28                 |                         |
| Stříbrná medaile              | Osvald Kozák            | KOS TJ Tesla Brno           | 2:35:01                 | +12:07                  | Stříbrná medaile  | Lucie Krafková          | OK Jiskra Nový Bor       | 1:53:34                 | +6:06                   |
| Bronzová medaile              | Jan Šedivý              | SK Praga                    | 2:39:06                 | +16:12                  | Bronzová medaile  | Monika Topinková        | OK Jiskra Nový Bor       | 1:54:37                 | +7:09                   |
| 4                             | Martin Mareš            | OK Jiskra Nový Bor          | 2:42:45                 | +19:51                  | 4                 | Martina Fejlková        | OK Slavia Hradec Králové | 2:01:24                 | +13:56                  |
| 5                             | Josef Hubáček           | OOB TJ Slovan Luhačovice    | 2:44:41                 | +21:47                  | 5                 | Alena Neradová          | KOB Litvínov             | 2:02:44                 | +15:16                  |
| 6                             | Robert Heczko           | Slavia Liberec orienteering | 2:48:14                 | +25:20                  | 6                 | Dana Bednářová          | SOB Olomouc              | 2:04:17                 | +16:49                  |
| 7                             | Jiří Krejčík            | SKOB Zlín                   | 2:49:22                 | +26:28                  | 7                 | Lucie Šolínová          | OK 99 Hradec Králové     | 2:06:12                 | +18:44                  |
| 8                             | Petr Henych             | Slavia Liberec orienteering | 2:51:34                 | +28:40                  | 8                 | Iva Rufferová           | OK Jiskra Nový Bor       | 2:06:37                 | +19:09                  |
| 9                             | Petr Zvěřina            | OK 99 Hradec Králové        | 2:53:02                 | +30:08                  | 9                 | Lenka Hrušková          | Oddíl OB Kotlářka        | 2:07:25                 | +19:57                  |
| 10                            | Jan Procházka           | Oddíl OB Kotlářka           | 2:54:07                 | +31:13                  | 10                | Kristýna Kovářová       | Oddíl OB Kotlářka        | 2:07:29                 | +20:01                  |
| Pořadí                        | H20 – junioři           | H20 – junioři               | H20 – junioři           | H20 – junioři           | Pořadí            | D20 – juniorky          | D20 – juniorky           | D20 – juniorky          | D20 – juniorky          |
| Zlatá medaile                 | Adam Chromý             | SK Žabovřesky Brno          | 1:49:48                 |                         | Zlatá medaile     | Simona Karochová        | Oddíl OB Kotlářka        | 1:37:28                 |                         |
| Stříbrná medaile              | Štěpán Kodeda           | Sportcentrum Jičín          | 1:50:07                 | +0:19                   | Stříbrná medaile  | Lucie Machútová         | OK 99 Hradec Králové     | 1:38:12                 | +0:44                   |
| Bronzová medaile              | Štěpán Holas            | Sportcentrum Jičín          | 1:51:30                 | +1:42                   | Bronzová medaile  | Monika Doležalová       | Oddíl OB Kotlářka        | 1:39:50                 | +2:22                   |
| Pořadí                        | H18 – starší dorostenci | H18 – starší dorostenci     | H18 – starší dorostenci | H18 – starší dorostenci | Pořadí            | D18 – starší dorostenky | D18 – starší dorostenky  | D18 – starší dorostenky | D18 – starší dorostenky |
| Zlatá medaile                 | Miloš Nykodým           | SK Žabovřesky Brno          | 1:41:10                 |                         | Zlatá medaile     | Zuzana Kubátová         | OOS TJ Spartak Vrchlabí  | 1:27:09                 |                         |
| Stříbrná medaile              | Daniel Hájek            | SK Žabovřesky Brno          | 1:44:52                 | +3:42                   | Stříbrná medaile  | Jana Knapová            | OK Lokomotiva Pardubice  | 1:31:33                 | +4:24                   |
| Bronzová medaile              | Marek Pospíšek          | KOS TJ Tesla Brno           | 1:48:30                 | +7:20                   | Bronzová medaile  | Jindra Hlavová          | KOB Konice               | 1:33:43                 | +6:34                   |
| << předchozí • následující >> |                         |                             |                         |                         |                   |                         |                          |                         |                         |

Souhrnné informace naleznete v článku Mistrovství České republiky v orientačním běhu na dlouhé trati.

## Mistrovství ČR v nočním OB
| Datum závodu   | 30. 4. 2007      |  | Místo konání    | Nová Paka • aréna                            |  | Pořadatel       | SK LOB Nová Paka |
| Ředitel závodu | Jaroslav Kalibán |  | Hlavní rozhodčí | Ladislav Hrubý                               |  | Stavitelé tratí | Jan Prášil       |
| Název mapy     | Za Barákem       |  | Web závodu      | http://www.npa.cz/zavody/mcrnocni/index.html |  | Výsledky závodu |                  |

| Zkrácené výsledky             | Zkrácené výsledky       | Zkrácené výsledky        | Zkrácené výsledky       | Zkrácené výsledky       | Zkrácené výsledky | Zkrácené výsledky       | Zkrácené výsledky                         | Zkrácené výsledky       | Zkrácené výsledky       |
| Pořadí                        | H21 – muži              | H21 – muži               | H21 – muži              | H21 – muži              | Pořadí            | D21 – ženy              | D21 – ženy                                | D21 – ženy              | D21 – ženy              |
| ----------------------------- | ----------------------- | ------------------------ | ----------------------- | ----------------------- | ----------------- | ----------------------- | ----------------------------------------- | ----------------------- | ----------------------- |
| Zlatá medaile                 | Marek Prášil            | OK Jihlava               | 1:02:56                 |                         | Zlatá medaile     | Zuzana Stehnová         | OK Slavia Hradec Králové                  | 54:22                   |                         |
| Stříbrná medaile              | Michal Jedlička         | OK Slavia Hradec Králové | 1:03:18                 | +0:22                   | Stříbrná medaile  | Monika Topinková        | OK Jiskra Nový Bor                        | 56:42                   | +2:20                   |
| Bronzová medaile              | Radovan Čech            | KOS TJ Tesla Brno        | 1:04:34                 | +1:38                   | Bronzová medaile  | Romana Kalenská         | Sportcentrum Jičín                        | 58:12                   | +3:50                   |
| 4                             | David Hepner            | OK Slavia Hradec Králové | 1:05:09                 | +2:13                   | 4                 | Katarína Labašová       | KOB Dobruška                              | 59:11                   | +4:49                   |
| 5                             | Jan Mrázek              | OK Sparta Praha          | 1:05:16                 | +2:20                   | 5                 | Iva Rufferová           | OK Jiskra Nový Bor                        | 1:01:21                 | +6:59                   |
| 6                             | Michal Matějů           | USK Praha                | 1:05:24                 | +2:28                   | 6                 | Martina Tichovská       | SK Praga                                  | 1:01:39                 | +7:17                   |
| 7                             | Vít Pospíšil            | USK Praha                | 1:07:20                 | +4:24                   | 7                 | Kristýna Kovářová       | Oddíl OB Kotlářka                         | 1:02:47                 | +8:25                   |
| 8                             | Miroslav Seidl          | VŠTJ Ekonom Praha        | 1:08:00                 | +5:04                   | 8                 | Kateřina Kašková        | OK Chrastava                              | 1:04:30                 | +10:08                  |
| 9                             | Jan Hovorka             | OK Lokomotiva Pardubice  | 1:08:39                 | +5:43                   | 9                 | Lucie Waldová           | Oddíl OB Kotlářka                         | 1:04:31                 | +10:09                  |
| 10                            | Vladimír Lučan          | OK Lokomotiva Pardubice  | 1:09:01                 | +6:05                   | 10                | Martina Spurná          | SK Praga                                  | 1:05:07                 | +10:45                  |
| Pořadí                        | H20 – junioři           | H20 – junioři            | H20 – junioři           | H20 – junioři           | Pořadí            | D20 – juniorky          | D20 – juniorky                            | D20 – juniorky          | D20 – juniorky          |
| Zlatá medaile                 | Adam Chromý             | SK Žabovřesky Brno       | 49:50                   |                         | Zlatá medaile     | Monika Doležalová       | Oddíl OB Kotlářka                         | 46:00                   |                         |
| Stříbrná medaile              | Štěpán Kodeda           | Sportcentrum Jičín       | 53:43                   | +3:53                   | Stříbrná medaile  | Simona Karochová        | Oddíl OB Kotlářka                         | 47:04                   | +1:04                   |
| Bronzová medaile              | Michal Drobník          | Sportcentrum Jičín       | 56:32                   | +6:42                   | Bronzová medaile  | Hana Hančíková          | SK Orientační sporty Nové Město na Moravě | 49:16                   | +3:16                   |
| Pořadí                        | H18 – starší dorostenci | H18 – starší dorostenci  | H18 – starší dorostenci | H18 – starší dorostenci | Pořadí            | D18 – starší dorostenky | D18 – starší dorostenky                   | D18 – starší dorostenky | D18 – starší dorostenky |
| Zlatá medaile                 | Miloš Nykodým           | SK Žabovřesky Brno       | 49:21                   |                         | Zlatá medaile     | Eva Kabáthová           | SK Žabovřesky Brno                        | 37:00                   |                         |
| Stříbrná medaile              | Daniel Hájek            | SK Žabovřesky Brno       | 50:23                   | +1:02                   | Stříbrná medaile  | Michaela Procházková    | OK Lokomotiva Pardubice                   | 38:50                   | +1:50                   |
| Bronzová medaile              | Radek Nožka             | OK Lokomotiva Pardubice  | 52:31                   | +3:10                   | Bronzová medaile  | Ivana Bochenková        | Oddíl OB Kotlářka                         | 40:06                   | +3:06                   |
| Pořadí                        | H16 – mladší dorostenci | H16 – mladší dorostenci  | H16 – mladší dorostenci | H16 – mladší dorostenci | Pořadí            | D16 – mladší dorostenky | D16 – mladší dorostenky                   | D16 – mladší dorostenky | D16 – mladší dorostenky |
| Zlatá medaile                 | Ondřej Kantor           | TJ TŽ Třinec             | 38:10                   |                         | Zlatá medaile     | Barbora Kosová          | TJ TŽ Třinec                              | 36:19                   |                         |
| Stříbrná medaile              | David Procházka         | OK Lokomotiva Pardubice  | 39:30                   | +1:20                   | Stříbrná medaile  | Lucie Mezníková         | TJ Lokomotiva Beroun                      | 37:02                   | +0:43                   |
| Bronzová medaile              | Ondřej Švirák           | KOB Baník Sokolov        | 40:10                   | +2:00                   | Bronzová medaile  | Johanka Šimková         | SOB Olomouc                               | 37:41                   | +1:22                   |
| << předchozí • následující >> |                         |                          |                         |                         |                   |                         |                                           |                         |                         |

Souhrnné informace naleznete v článku Mistrovství České republiky v nočním orientačním běhu.

## Mistrovství ČR na krátké trati

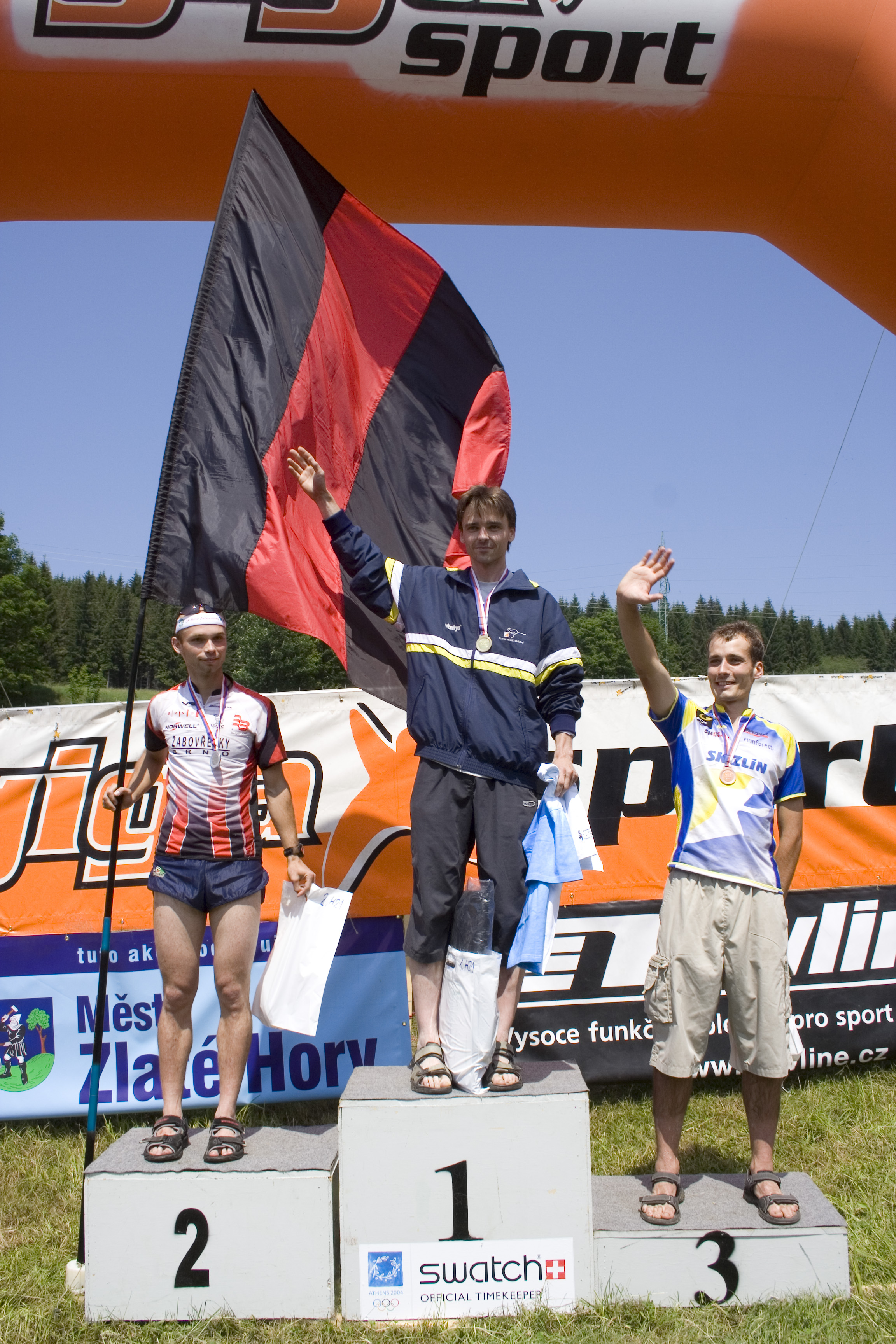
Vyhlášení muži
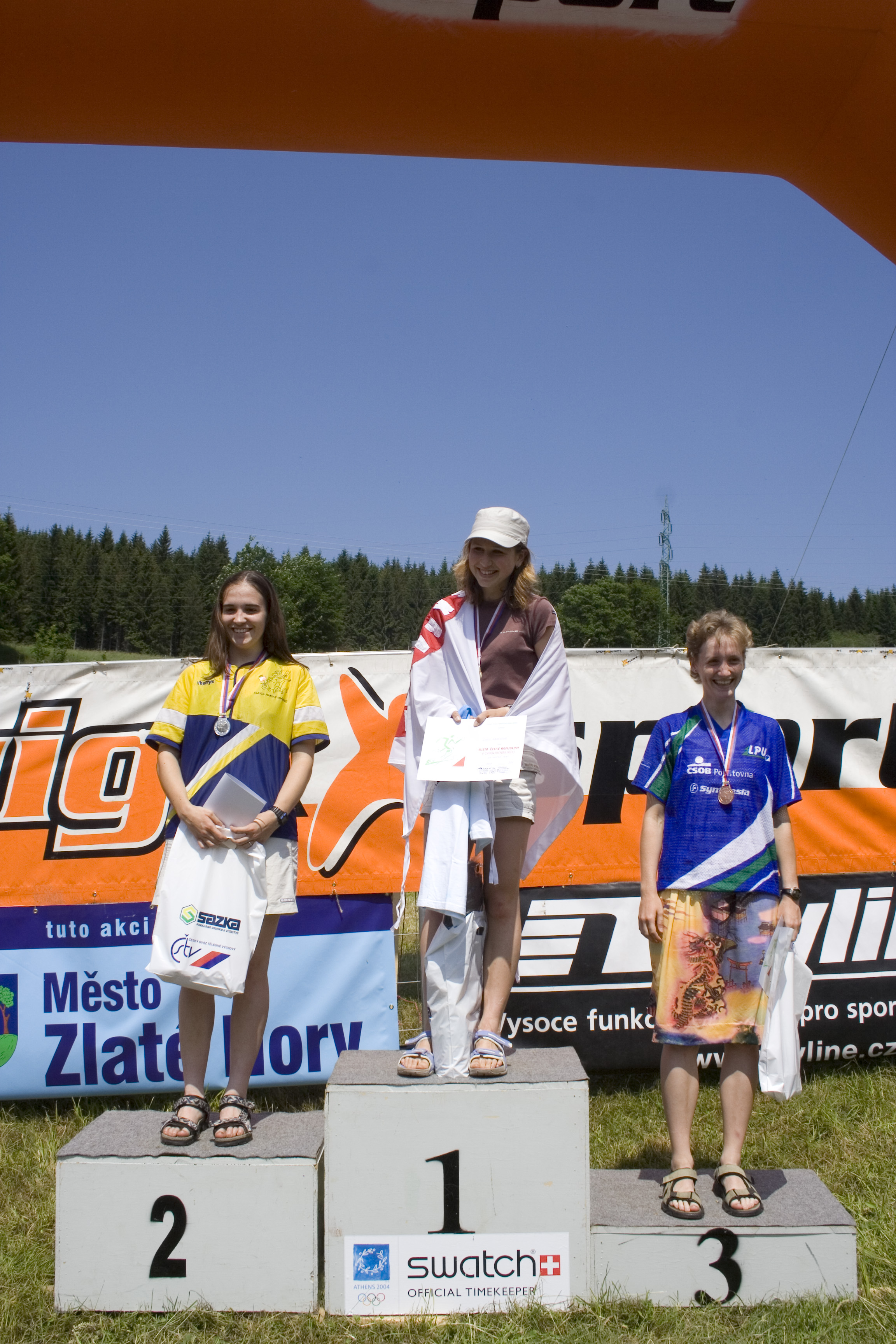
Vyhlášení ženy
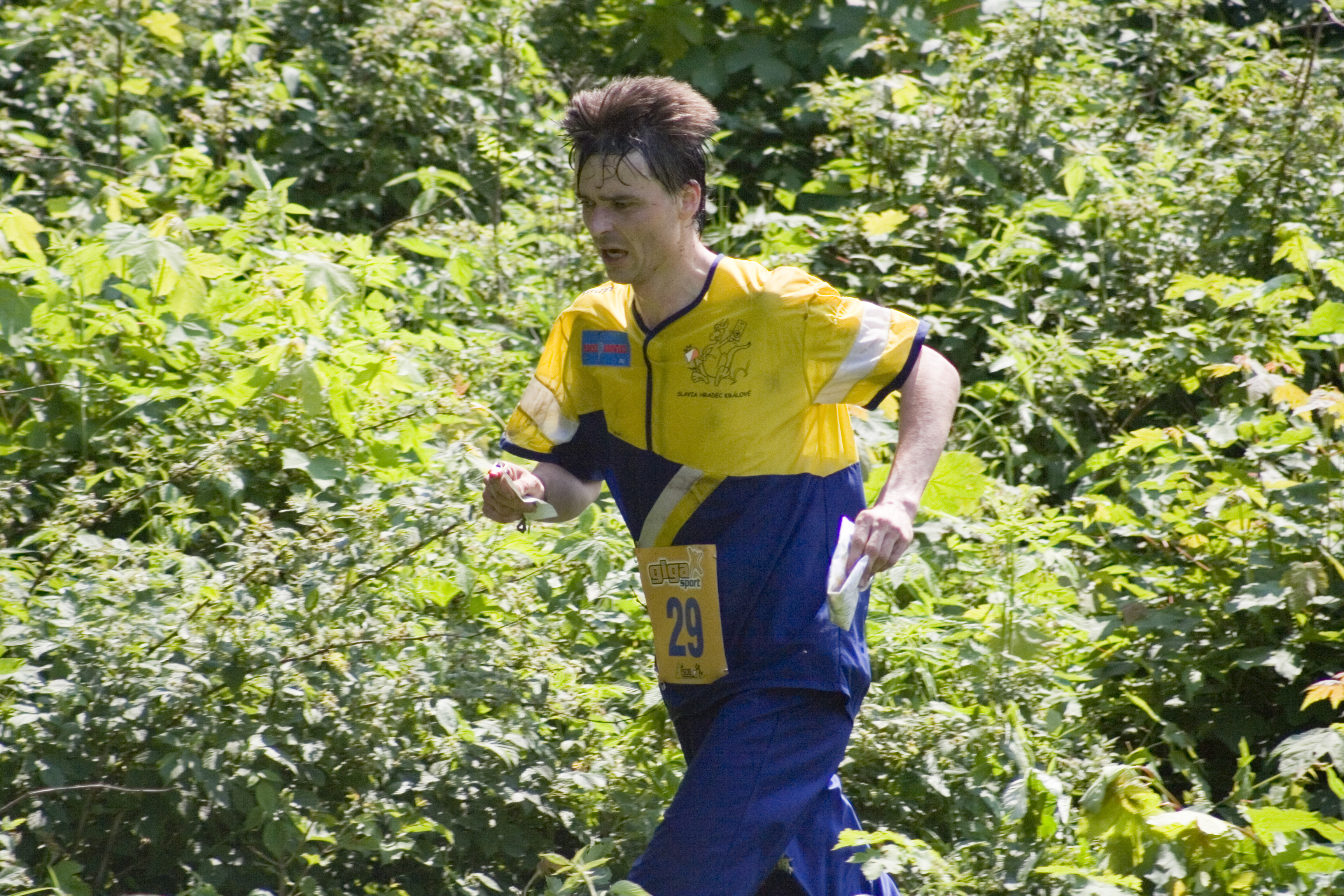
Michal Jedlička
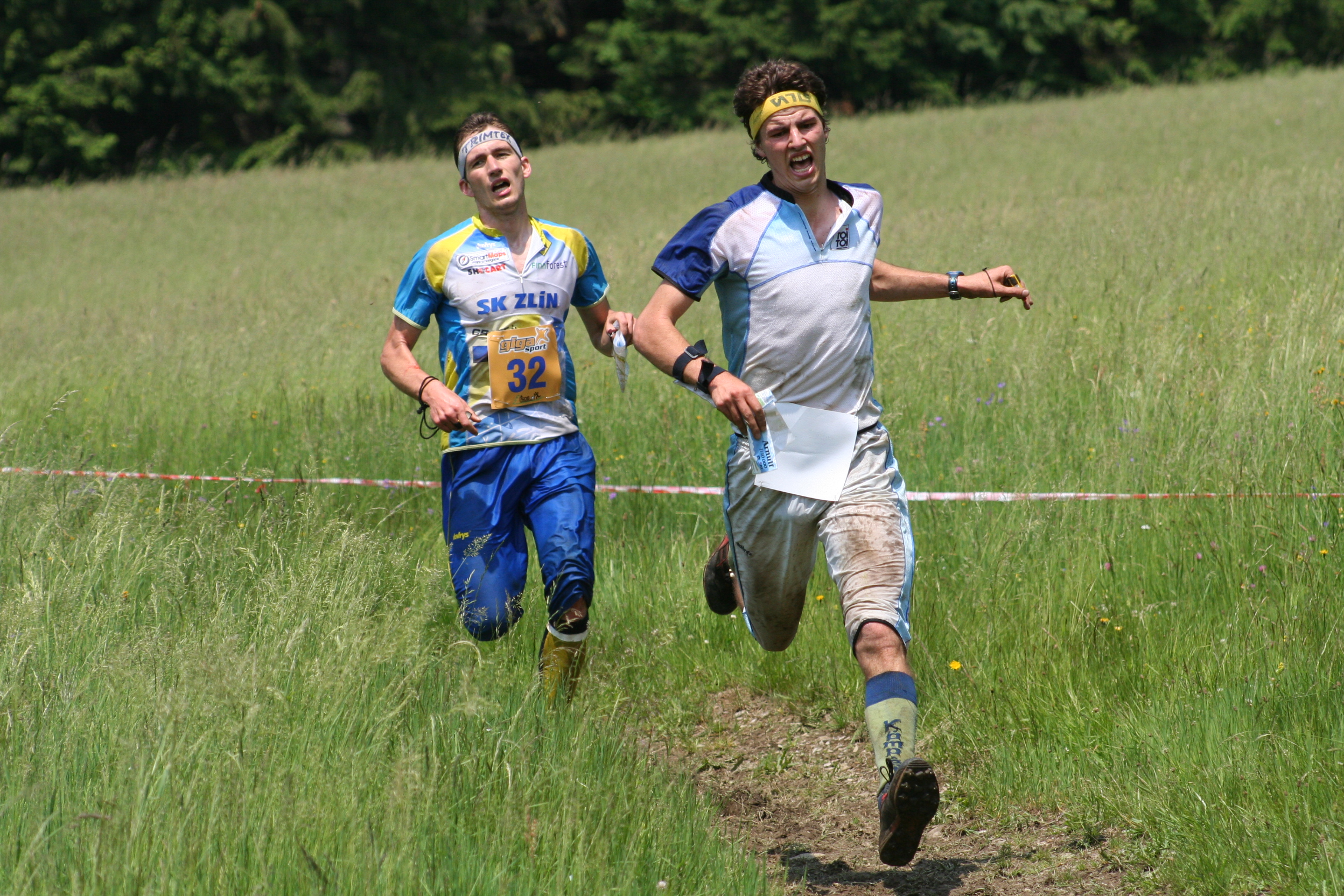
Michal Smola a Jan Procházka

| Datum závodu   | 9.–10. 6. 2007 |  | Místo konání    | Horní Údolí • aréna                                                 |  | Pořadatel       | OOB TJ Zlaté Hory |
| Ředitel závodu | Hana Pavlíková |  | Hlavní rozhodčí | Petr Hynek                                                          |  | Stavitelé tratí | David Aleš        |
| Název mapy     | Arnulf         |  | Web závodu      | http://kt07.aljosa.org/ Archivováno 3. 12. 2016 na Wayback Machine. |  | Výsledky závodu |                   |

| Zkrácené výsledky             | Zkrácené výsledky       | Zkrácené výsledky          | Zkrácené výsledky       | Zkrácené výsledky       | Zkrácené výsledky | Zkrácené výsledky       | Zkrácené výsledky          | Zkrácené výsledky       | Zkrácené výsledky       |
| Pořadí                        | H21 – muži              | H21 – muži                 | H21 – muži              | H21 – muži              | Pořadí            | D21 – ženy              | D21 – ženy                 | D21 – ženy              | D21 – ženy              |
| ----------------------------- | ----------------------- | -------------------------- | ----------------------- | ----------------------- | ----------------- | ----------------------- | -------------------------- | ----------------------- | ----------------------- |
| Zlatá medaile                 | Michal Jedlička         | OK Slavia Hradec Králové   | 38:09                   |                         | Zlatá medaile     | Lucie Krafková          | OK Jiskra Nový Bor         | 39:57                   |                         |
| Stříbrná medaile              | Pavol Bukovác           | SK Žabovřesky Brno         | 40:12                   | +2:03                   | Stříbrná medaile  | Zuzana Stehnová         | OK Slavia Hradec Králové   | 40:25                   | +0:28                   |
| Bronzová medaile              | Lukáš Barták            | SKOB Zlín                  | 41:21                   | +3:12                   | Bronzová medaile  | Iveta Duchová           | OK Lokomotiva Pardubice    | 40:38                   | +0:41                   |
| 4                             | Michal Smola            | SKOB Zlín                  | 41:29                   | +3:20                   | 4                 | Martina Dočkalová       | OK Lokomotiva Pardubice    | 41:08                   | +1:11                   |
| 5                             | Petr Váňa               | OOB TJ Turnov              | 42:27                   | +4:18                   | 5                 | Zdenka Stará            | KOS TJ Tesla Brno          | 43:03                   | +3:06                   |
| 6                             | Jan Procházka           | SK Praga                   | 43:30                   | +5:21                   | 6                 | Romana Kalenská         | Sportcentrum Jičín         | 43:39                   | +3:42                   |
| 7                             | Osvald Kozák            | KOS TJ Tesla Brno          | 43:52                   | +5:43                   | 7                 | Monika Topinková        | OK Jiskra Nový Bor         | 43:43                   | +3:46                   |
| 8                             | Martin Janata           | Oddíl OB Kotlářka          | 44:04                   | +5:55                   | 8                 | Lenka Zatloukalová      | Oddíl OS SK Prostějov      | 44:31                   | +4:34                   |
| 9                             | Martin Henych           | Sportcentrum Jičín         | 44:46                   | +6:37                   | 9                 | Kristýna Kovářová       | Oddíl OB Kotlářka          | 45:03                   | +5:06                   |
| 10                            | Jan Hovorka             | OK Lokomotiva Pardubice    | 45:34                   | +7:25                   | 10                | Magdalena Ryšavá        | SK Praga                   | 45:17                   | +5:20                   |
| Pořadí                        | H20 – junioři           | H20 – junioři              | H20 – junioři           | H20 – junioři           | Pořadí            | D20 – juniorky          | D20 – juniorky             | D20 – juniorky          | D20 – juniorky          |
| Zlatá medaile                 | Aleš Malý               | OK Jilemnice               | 33:27                   |                         | Zlatá medaile     | Šárka Svobodná          | Oddíl OB Kotlářka          | 33:12                   |                         |
| Stříbrná medaile              | Adam Chromý             | SK Žabovřesky Brno         | 33:37                   | +0:10                   | Stříbrná medaile  | Simona Karochová        | Oddíl OB Kotlářka          | 34:39                   | +1:27                   |
| Bronzová medaile              | Pavel Hradec            | OK Chrastava               | 33:52                   | +0:25                   | Bronzová medaile  | Nina Azebová            | OK 99 Hradec Králové       | 35:21                   | +2:09                   |
| Pořadí                        | H18 – starší dorostenci | H18 – starší dorostenci    | H18 – starší dorostenci | H18 – starší dorostenci | Pořadí            | D18 – starší dorostenky | D18 – starší dorostenky    | D18 – starší dorostenky | D18 – starší dorostenky |
| Zlatá medaile                 | Adam Dusílek            | SOOB Spartak Rychnov n.Kn. | 34:12                   |                         | Zlatá medaile     | Adéla Jakobová          | SOB Olomouc                | 27:08                   |                         |
| Stříbrná medaile              | Jakub Zimmermann        | SK Žabovřesky Brno         | 34:21                   | +0:09                   | Stříbrná medaile  | Věra Mádlová            | OK Slavia Hradec Králové   | 29:38                   | +2:30                   |
| Bronzová medaile              | Tadeáš Lejsek           | SK Praga                   | 35:59                   | +1:47                   | Bronzová medaile  | Věra Müllerová          | SOOB Spartak Rychnov n.Kn. | 29:59                   | +2:51                   |
| Pořadí                        | H16 – mladší dorostenci | H16 – mladší dorostenci    | H16 – mladší dorostenci | H16 – mladší dorostenci | Pořadí            | D16 – mladší dorostenky | D16 – mladší dorostenky    | D16 – mladší dorostenky | D16 – mladší dorostenky |
| Zlatá medaile                 | Jan Petržela            | OOB TJ Lokomotiva Trutnov  | 28:32                   |                         | Zlatá medaile     | Tereza Novotná          | OK 99 Hradec Králové       | 27:29                   |                         |
| Stříbrná medaile              | Pavel Kubát             | OK 99 Hradec Králové       | 29:20                   | +0:48                   | Stříbrná medaile  | Adéla Indráková         | SOB Olomouc                | 27:41                   | +0:12                   |
| Bronzová medaile              | Ondřej Kantor           | TJ TŽ Třinec               | 31:14                   | +2:42                   | Bronzová medaile  | Lucie Mezníková         | TJ Lokomotiva Beroun       | 27:46                   | +0:17                   |
| << předchozí • následující >> |                         |                            |                         |                         |                   |                         |                            |                         |                         |

Souhrnné informace naleznete v článku Mistrovství České republiky v orientačním běhu na krátké trati.

## Mistrovství ČR na klasické trati
| Datum závodu   | 22.–23. 9. 2007        |  | Místo konání    | Vizovice • aréna                           |  | Pořadatel       | TJ Sokol Vizovice           |
| Ředitel závodu | Jiří Kalenda           |  | Hlavní rozhodčí | David Aleš                                 |  | Stavitelé tratí | Karel Kršák, Pavel Starosta |
| Název mapy     | Spletený vrch - východ |  | Web závodu      | http://old.obvizovice.cz/index.php/mcr2007 |  | Výsledky závodu |                             |

| Zkrácené výsledky             | Zkrácené výsledky       | Zkrácené výsledky         | Zkrácené výsledky       | Zkrácené výsledky       | Zkrácené výsledky | Zkrácené výsledky       | Zkrácené výsledky         | Zkrácené výsledky       | Zkrácené výsledky       |
| Pořadí                        | H21 – muži              | H21 – muži                | H21 – muži              | H21 – muži              | Pořadí            | D21 – ženy              | D21 – ženy                | D21 – ženy              | D21 – ženy              |
| ----------------------------- | ----------------------- | ------------------------- | ----------------------- | ----------------------- | ----------------- | ----------------------- | ------------------------- | ----------------------- | ----------------------- |
| Zlatá medaile                 | Osvald Kozák            | KOS TJ Tesla Brno         | 1:29:01                 |                         | Zlatá medaile     | Radka Brožková          | Sportcentrum Jičín        | 1:05:01                 |                         |
| Stříbrná medaile              | Michal Smola            | SKOB Zlín                 | 1:29:02                 | +0:01                   | Stříbrná medaile  | Dana Brožková           | Sportcentrum Jičín        | 1:05:30                 | +0:29                   |
| Bronzová medaile              | Petr Losman             | OK 99 Hradec Králové      | 1:32:25                 | +3:24                   | Bronzová medaile  | Zdenka Stará            | KOS TJ Tesla Brno         | 1:07:30                 | +2:29                   |
| 4                             | Jan Mrázek              | OK Sparta Praha           | 1:33:00                 | +3:59                   | 4                 | Iveta Duchová           | OK Lokomotiva Pardubice   | 1:10:26                 | +5:25                   |
| 5                             | Jan Šedivý              | SK Praga                  | 1:33:30                 | +4:29                   | 5                 | Martina Dočkalová       | OK Lokomotiva Pardubice   | 1:12:14                 | +7:13                   |
| 6                             | Zdeněk Rajnošek         | SK Žabovřesky Brno        | 1:35:43                 | +6:42                   | 6                 | Jana Panchártková       | OK 99 Hradec Králové      | 1:13:08                 | +8:07                   |
| 7                             | Pavol Bukovác           | SK Žabovřesky Brno        | 1:37:10                 | +8:09                   | 7                 | Marta Lučanová          | OK Lokomotiva Pardubice   | 1:13:16                 | +8:15                   |
| 8                             | Jaromír Švihovský       | Sportcentrum Jičín        | 1:38:04                 | +9:03                   | 8                 | Fanni Gyurko            | Maďarsko                  | 1:13:19                 | +8:18                   |
| 9                             | Vladimír Lučan          | OK Lokomotiva Pardubice   | 1:38:24                 | +9:23                   | 9                 | Lucie Krafková          | OK Jiskra Nový Bor        | 1:14:45                 | +9:44                   |
| 10                            | Adam Kovacs             | Maďarsko                  | 1:38:38                 | +9:37                   | 10                | Zuzana Stehnová         | OK Slavia Hradec Králové  | 1:15:25                 | +10:24                  |
| Pořadí                        | H20 – junioři           | H20 – junioři             | H20 – junioři           | H20 – junioři           | Pořadí            | D20 – juniorky          | D20 – juniorky            | D20 – juniorky          | D20 – juniorky          |
| Zlatá medaile                 | Vojtěch Král            | SK Severka Šumperk        | 1:03:46                 |                         | Zlatá medaile     | Simona Karochová        | Oddíl OB Kotlářka         | 48:06                   |                         |
| Stříbrná medaile              | Adam Chromý             | SK Žabovřesky Brno        | 1:03:59                 | +0:13                   | Stříbrná medaile  | Monika Doležalová       | Oddíl OB Kotlářka         | 48:31                   | +0:25                   |
| Bronzová medaile              | Tomáš Bořil             | SK Žabovřesky Brno        | 1:05:46                 | +2:00                   | Bronzová medaile  | Šárka Svobodná          | Oddíl OB Kotlářka         | 50:07                   | +2:01                   |
| Pořadí                        | H18 – starší dorostenci | H18 – starší dorostenci   | H18 – starší dorostenci | H18 – starší dorostenci | Pořadí            | D18 – starší dorostenky | D18 – starší dorostenky   | D18 – starší dorostenky | D18 – starší dorostenky |
| Zlatá medaile                 | Matěj Klusáček          | SK Žabovřesky Brno        | 49:39                   |                         | Zlatá medaile     | Věra Mádlová            | OK Slavia Hradec Králové  | 45:43                   |                         |
| Stříbrná medaile              | Daniel Hájek            | SK Žabovřesky Brno        | 52:24                   | +2:45                   | Stříbrná medaile  | Eva Kabáthová           | SK Žabovřesky Brno        | 46:00                   | +0:17                   |
| Bronzová medaile              | Marek Pospíšek          | KOS TJ Tesla Brno         | 52:47                   | +3:08                   | Bronzová medaile  | Tereza Petrželová       | OOB TJ Lokomotiva Trutnov | 48:23                   | +2:40                   |
| Pořadí                        | H16 – mladší dorostenci | H16 – mladší dorostenci   | H16 – mladší dorostenci | H16 – mladší dorostenci | Pořadí            | D16 – mladší dorostenky | D16 – mladší dorostenky   | D16 – mladší dorostenky | D16 – mladší dorostenky |
| Zlatá medaile                 | Jan Petržela            | OOB TJ Lokomotiva Trutnov | 44:25                   |                         | Zlatá medaile     | Tereza Novotná          | OK 99 Hradec Králové      | 36:48                   |                         |
| Stříbrná medaile              | Petr Bořil              | OK Lokomotiva Pardubice   | 45:32                   | +1:07                   | Stříbrná medaile  | Madla Svobodná          | Oddíl OB Kotlářka         | 40:09                   | +3:21                   |
| Bronzová medaile              | Pavel Kubát             | OK 99 Hradec Králové      | 45:56                   | +1:31                   | Bronzová medaile  | Adéla Indráková         | SOB Olomouc               | 40:51                   | +4:03                   |
| << předchozí • následující >> |                         |                           |                         |                         |                   |                         |                           |                         |                         |

Souhrnné informace naleznete v článku Mistrovství České republiky v orientačním běhu na klasické trati.

## Mistrovství ČR ve sprintu
| Datum závodu   | 28. 9. 2007   |  | Místo konání    | Opava • aréna                   |  | Pořadatel       | Orientační Běh Opava |
| Ředitel závodu | Luděk Pavelek |  | Hlavní rozhodčí | Luděk Valík                     |  | Stavitelé tratí | Miroslav Hadač       |
| Název mapy     | Sady 2007     |  | Web závodu      | http://www.mcr.nord-service.cz/ |  | Výsledky závodu |                      |

| Zkrácené výsledky             | Zkrácené výsledky         | Zkrácené výsledky                  | Zkrácené výsledky       | Zkrácené výsledky       | Zkrácené výsledky | Zkrácené výsledky       | Zkrácené výsledky       | Zkrácené výsledky       | Zkrácené výsledky       |
| Pořadí                        | H21 – muži                | H21 – muži                         | H21 – muži              | H21 – muži              | Pořadí            | D21 – ženy              | D21 – ženy              | D21 – ženy              | D21 – ženy              |
| ----------------------------- | ------------------------- | ---------------------------------- | ----------------------- | ----------------------- | ----------------- | ----------------------- | ----------------------- | ----------------------- | ----------------------- |
| Zlatá medaile                 | Tomáš Dlabaja             | SK Žabovřesky Brno                 | 14:25                   |                         | Zlatá medaile     | Radka Brožková          | Sportcentrum Jičín      | 14:24                   |                         |
| Stříbrná medaile              | Michal Smola              | SKOB Zlín                          | 14:29                   | +0:04                   | Stříbrná medaile  | Zdenka Stará            | KOS TJ Tesla Brno       | 14:25                   | +0:01                   |
| Bronzová medaile              | Jan Procházka             | SK Praga                           | 14:37                   | +0:12                   | Bronzová medaile  | Marta Lučanová          | OK Lokomotiva Pardubice | 14:29                   | +0:05                   |
| 4                             | Jan Mrázek                | OK Sparta Praha                    | 14:49                   | +0:24                   | 4                 | Katarína Labašová       | KOB Dobruška            | 14:32                   | +0:08                   |
| 5                             | Pavol Bukovác             | SK Žabovřesky Brno                 | 14:53                   | +0:28                   | 5                 | Iveta Duchová           | OK Lokomotiva Pardubice | 14:45                   | +0:21                   |
| 6                             | Petr Losman               | OK 99 Hradec Králové               | 14:58                   | +0:33                   | 6                 | Martina Tichovská       | SK Praga                | 14:49                   | +0:25                   |
| 7                             | Lukáš Barták              | SKOB Zlín                          | 14:59                   | +0:34                   | 7                 | Fanni Gyurko            | Maďarsko                | 14:50                   | +0:26                   |
| 8                             | Tomáš Kolařík             | OK Jiskra Nový Bor                 | 15:06                   | +0:41                   | 8                 | Martina Dočkalová       | OK Lokomotiva Pardubice | 15:03                   | +0:39                   |
| 9                             | Osvald Kozák              | KOS TJ Tesla Brno                  | 15:10                   | +0:45                   | 9                 | Barbora Chudíková       | OK Jihlava              | 15:08                   | +0:44                   |
| 10                            | Jan Palas Zdeněk Rajnošek | SK Žabovřesky Brno                 | 15:12                   | +0:47                   | 10                | Veronika Krčálová       | OK Lokomotiva Pardubice | 15:10                   | +0:46                   |
| Pořadí                        | H20 – junioři             | H20 – junioři                      | H20 – junioři           | H20 – junioři           | Pořadí            | D20 – juniorky          | D20 – juniorky          | D20 – juniorky          | D20 – juniorky          |
| Zlatá medaile                 | Štěpán Holas              | Sportcentrum Jičín                 | 14:29                   |                         | Zlatá medaile     | Monika Doležalová       | Oddíl OB Kotlářka       | 14:31                   |                         |
| Stříbrná medaile              | Adam Chromý               | SK Žabovřesky Brno                 | 14:33                   | +0:04                   | Stříbrná medaile  | Šárka Svobodná          | Oddíl OB Kotlářka       | 14:46                   | +0:15                   |
| Bronzová medaile              | Štěpán Kodeda             | Sportcentrum Jičín                 | 14:47                   | +0:18                   | Stříbrná medaile  | Simona Karochová        | Oddíl OB Kotlářka       | 14:46                   | +0:15                   |
| Pořadí                        | H18 – starší dorostenci   | H18 – starší dorostenci            | H18 – starší dorostenci | H18 – starší dorostenci | Pořadí            | D18 – starší dorostenky | D18 – starší dorostenky | D18 – starší dorostenky | D18 – starší dorostenky |
| Zlatá medaile                 | Matěj Klusáček            | SK Žabovřesky Brno                 | 12:42                   |                         | Zlatá medaile     | Michaela Procházková    | OK Lokomotiva Pardubice | 13:36                   |                         |
| Stříbrná medaile              | Marek Pospíšek            | KOS TJ Tesla Brno                  | 12:45                   | +0:03                   | Stříbrná medaile  | Eva Kabáthová           | SK Žabovřesky Brno      | 13:37                   | +0:01                   |
| Bronzová medaile              | Jakub Zimmermann          | SK Žabovřesky Brno                 | 13:07                   | +0:25                   | Bronzová medaile  | Adéla Jakobová          | SOB Olomouc             | 14:11                   | +0:35                   |
| Pořadí                        | H16 – mladší dorostenci   | H16 – mladší dorostenci            | H16 – mladší dorostenci | H16 – mladší dorostenci | Pořadí            | D16 – mladší dorostenky | D16 – mladší dorostenky | D16 – mladší dorostenky | D16 – mladší dorostenky |
| Zlatá medaile                 | Jan Petržela              | OOB TJ Lokomotiva Trutnov          | 12:05                   |                         | Zlatá medaile     | Tereza Novotná          | OK 99 Hradec Králové    | 12:44                   |                         |
| Stříbrná medaile              | Pavel Kubát               | OK 99 Hradec Králové               | 12:07                   | +0:02                   | Stříbrná medaile  | Vendula Horčičková      | SOB Olomouc             | 13:32                   | +0:48                   |
| Bronzová medaile              | Přemek Hnilica            | Klub vytrvalostních sportů Šumperk | 12:14                   | +0:09                   | Bronzová medaile  | Adéla Indráková         | SOB Olomouc             | 13:45                   | +1:01                   |
| << předchozí • následující >> |                           |                                    |                         |                         |                   |                         |                         |                         |                         |

Souhrnné informace naleznete v článku Mistrovství České republiky v orientačním běhu ve sprintu.

## Mistrovství ČR štafet
- Vyhlášení muži

| Datum závodu   | 29. 9. 2007   |  | Místo konání    | Větřkovice • aréna              |  | Pořadatel       | Orientační Běh Opava |
| Ředitel závodu | Luděk Pavelek |  | Hlavní rozhodčí | Miroslav Hadač                  |  | Stavitelé tratí | Luděk Valík          |
| Název mapy     | Březová 2007  |  | Web závodu      | http://www.mcr.nord-service.cz/ |  | Výsledky závodu |                      |

| Zkrácené výsledky             | Zkrácené výsledky                                                    | Zkrácené výsledky | Zkrácené výsledky | Zkrácené výsledky | Zkrácené výsledky                                                          | Zkrácené výsledky | Zkrácené výsledky | Zkrácené výsledky | Zkrácené výsledky |
| Pořadí                        | H21 – muži                                                           | H21 – muži        | H21 – muži        | Pořadí            | D21 – ženy                                                                 | D21 – ženy        | D21 – ženy        |                   |                   |
| ----------------------------- | -------------------------------------------------------------------- | ----------------- | ----------------- | ----------------- | -------------------------------------------------------------------------- | ----------------- | ----------------- | ----------------- | ----------------- |
| Zlatá medaile                 | SK Praga Luboš Matějů Jan Šedivý Jan Procházka                       | 2:16:13           |                   | Zlatá medaile     | OK Lokomotiva Pardubice Marta Lučanová Martina Dočkalová Iveta Duchová     | 2:09:20           |                   |                   |                   |
| Stříbrná medaile              | SK Žabovřesky Brno Adam Chromý Zdeněk Rajnošek Tomáš Dlabaja         | 2:19:03           | +2:50             | Stříbrná medaile  | Oddíl OB Kotlářka Šárka Svobodná Simona Karochová Monika Doležalová        | 2:13:44           | +4:24             |                   |                   |
| Bronzová medaile              | SKOB Zlín Jan Šidla Lukáš Barták Michal Smola                        | 2:20:39           | +4:26             | Bronzová medaile  | Sportcentrum Jičín Romana Kalenská Radka Brožková Dana Brožková            | 2:13:55           | +4:35             |                   |                   |
| 4                             | Sportcentrum Jičín Štěpán Kodeda Štěpán Holas Jaromír Švihovský      | 2:22:38           | +6:25             | 4                 | OK Lokomotiva Pardubice Pavla Fukátková Veronika Krčálová Zuzana Hermanová | 2:14:29           | +5:09             |                   |                   |
| 5                             | OK Slavia Hradec Králové David Hepner Michal Jedlička Václav Komanec | 2:22:47           | +6:34             | 5                 | OK 99 Hradec Králové Lucie Machútová Jana Vaculíková Jana Panchártková     | 2:16:03           | +6:43             |                   |                   |
| Pořadí                        | H18 – dorostenci                                                     | H18 – dorostenci  | H18 – dorostenci  | Pořadí            | D18 – dorostenky                                                           | D18 – dorostenky  | D18 – dorostenky  |                   |                   |
| Zlatá medaile                 | SK Žabovřesky Brno Daniel Hájek Jakub Zimmermann Matěj Klusáček      | 2:04:15           |                   | Zlatá medaile     | SOOB Spartak Rychnov n.Kn. Věra Müllerová Denisa Kosová Martina Jirčáková  | 1:56:48           |                   |                   |                   |
| Stříbrná medaile              | OK Lokomotiva Pardubice Jan Petržela Petr Bořil David Procházka      | 2:09:06           | +4:51             | Stříbrná medaile  | SOB Olomouc Adéla Jakobová Lenka Poklopová Adéla Indráková                 | 2:02:54           | +6:06             |                   |                   |
| Bronzová medaile              | OK 99 Hradec Králové Pavel Kubát Martin Müller Jan Kubát             | 2:09:18           | +5:03             | Bronzová medaile  | OK 99 Hradec Králové Markéta Novotná Martina Lamichová Tereza Novotná      | 2:08:17           | +11:29            |                   |                   |
| << předchozí • následující >> |                                                                      |                   |                   |                   |                                                                            |                   |                   |                   |                   |

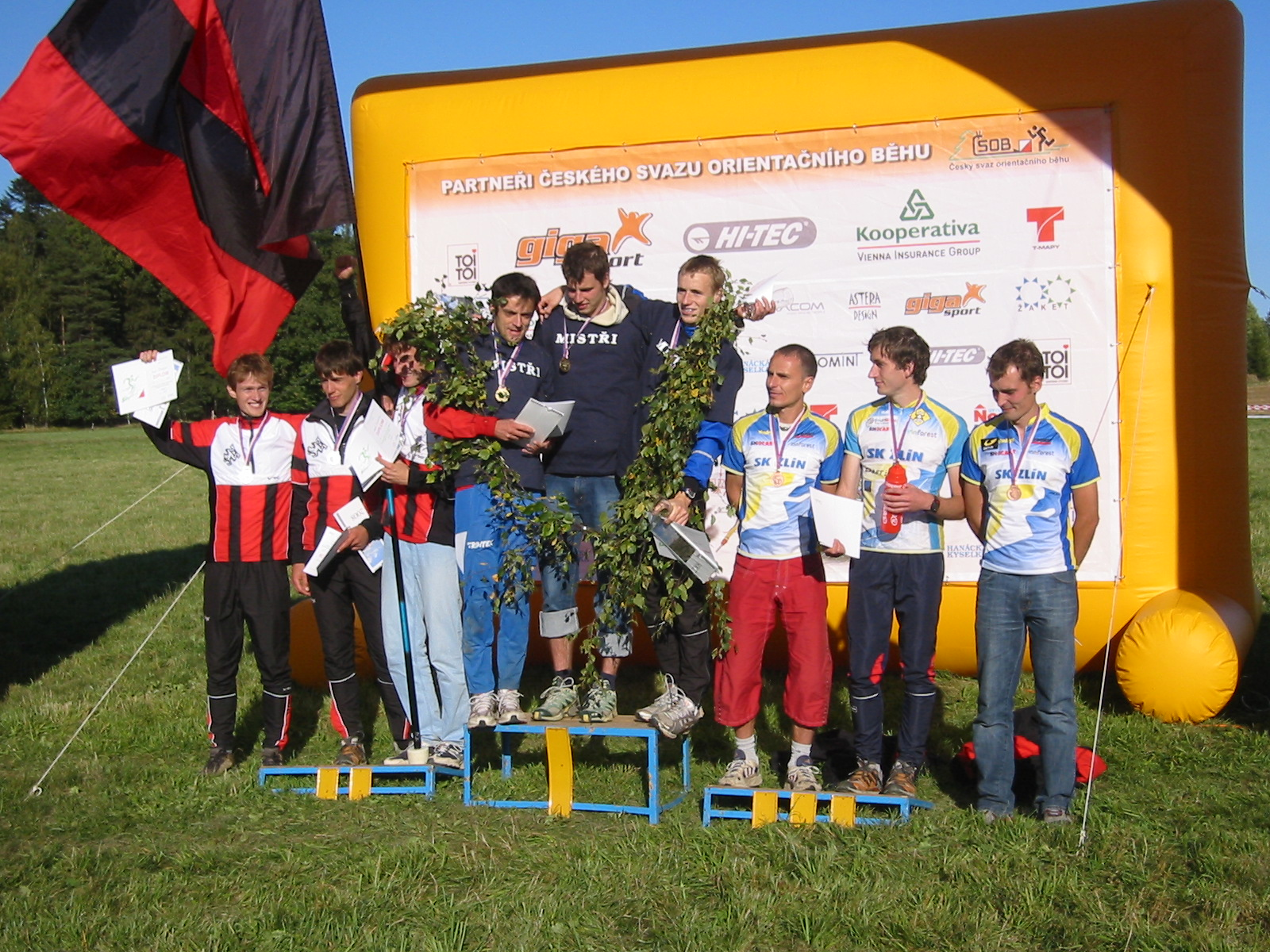
Vyhlášení muži

Souhrnné informace naleznete v článku Mistrovství České republiky v orientačním běhu štafet.

## Mistrovství ČR klubů a oblastních výběrů
| Datum závodu   | 30. 9. 2007   |  | Místo konání    | Větřkovice • aréna              |  | Pořadatel       | Orientační Běh Opava |
| Ředitel závodu | Luděk Pavelek |  | Hlavní rozhodčí | Luděk Valík                     |  | Stavitelé tratí | Miroslav Hadač       |
| Název mapy     | Březová 2007  |  | Web závodu      | http://www.mcr.nord-service.cz/ |  | Výsledky závodu |                      |

| Zkrácené výsledky             | Zkrácené výsledky | Zkrácené výsledky | Zkrácené výsledky | Zkrácené výsledky | Zkrácené výsledky | Zkrácené výsledky | Zkrácené výsledky | Zkrácené výsledky | Zkrácené výsledky |
| Pořadí                        | DH21 - dospělí | DH21 - dospělí    | DH21 - dospělí    | Pořadí            | DH18 - dorost | DH18 - dorost     | DH18 - dorost     |                   |                   |
| ----------------------------- | --- | ----------------- | ----------------- | ----------------- | --- | ----------------- | ----------------- | ----------------- | ----------------- |
| Zlatá medaile                 | OK Lokomotiva Pardubice Zbyněk Štěrba Marta Lučanová Jaroslav Vávra Zuzana Hermanová Jan Hovorka Iveta Duchová Vladimír Lučan     | 4:48:28           |                   | Zlatá medaile     | OK 99 Hradec Králové Pavel Kubát Markéta Novotná Tomáš Zelenka Martina Lamichová Martin Müller Tereza Novotná Jan Kubát                | 4:32:15           |                   |                   |                   |
| Stříbrná medaile              | OK Slavia Hradec Králové David Hepner Věra Mádlová Eduard Šmehlík Martina Fejlková Václav Komanec Zuzana Stehnová Michal Jedlička | 4:54:34           | +6:06             | Stříbrná medaile  | OK Lokomotiva Pardubice Jan Petržela Klára Petráčková Petr Bořil Martina Valachová Jan Klapal Michaela Procházková David Procházka     | 4:35:47           | +3:32             |                   |                   |
| Bronzová medaile              | Sportcentrum Jičín Štěpán Kodeda Radka Brožková Štěpán Holas Romana Kalenská Jan Beneš Dana Brožková Jaromír Švihovský            | 4:55:54           | +7:26             | Bronzová medaile  | SK Žabovřesky Brno Miloš Nykodým Pavlína Šulerová Daniel Hájek Lucie Mezníková Jakub Zimmermann Eva Kabáthová Matěj Klusáček           | 4:38:28           | +6:13             |                   |                   |
| 4                             | Oddíl OB Kotlářka Jan Procházka Šárka Svobodná Tomáš Procházka Simona Karochová Jiří Mrázek Monika Doležalová Martin Janata       | 5:01:16           | +12:48            | 4                 | OK Slavia Hradec Králové Lukáš Chmelař Kristýna Mervartová Jan Havlas Michaela Chmelařová Zdeněk Šabatka Karolína Teplá Michal Jirásek | 4:42:52           | +10:37            |                   |                   |
| 5                             | KOS TJ Tesla Brno Radovan Čech Zuzana Macúchová Tomáš Udržal Vendula Klechová Marek Pospíšek Zdenka Stará Osvald Kozák            | 5:05:48           | +17:20            | 5                 | OK Jilemnice Tomáš Klouček Andrea Freyová Aleš Kobrle Tereza Doškářová Pavel Procházka Lenka Mechlová Jan Exner                        | 4:56:33           | +24:18            |                   |                   |
| << předchozí • následující >> | |                   |                   |                   | |                   |                   |                   |                   |

Souhrnné informace naleznete v článku Mistrovství České republiky v orientačním běhu klubů a oblastních výběrů.